# Aizstrautnieki
Aizstrautnieki är en ort i Lettland.   Den ligger i kommunen Dobeles Rajons, i den västra delen av landet, 60 km sydväst om huvudstaden Riga. Aizstrautnieki ligger 68 meter över havet och antalet invånare är 245.
Terrängen runt Aizstrautnieki är platt. Runt Aizstrautnieki är det tätbefolkat, med 411 invånare per kvadratkilometer. Närmaste större samhälle är Dobele, 8,2 km sydost om Aizstrautnieki. Trakten runt Aizstrautnieki består till största delen av jordbruksmark.